# Kenneth Lonergan
Kenneth Lonergan (Bronx, Nueva York, 16 de octubre de 1962) es un dramaturgo y director de cine estadounidense.

## Biografía
Es hijo de padre de ascendencia irlandesa y madre judía. Está casado con la actriz J. Smith-Cameron, la cual tiene un papel destacado en su film Margaret.

## Teatro
Kennet Lonergan comenzó su carrera como dramaturgo en Broadway, pero sus obras también se han representado en otras ciudades, como Londres. 
Lista de sus obras
- This Is Our Youth: estrenada en 1996. La obra fue nominada al Drama Desk Award como mejor obra.
- Waverly Gallery: producida por primera vez en 1999. Nominada al Premio Pulitzer en 2001.
- Lobby Hero: su primera representación fue en 2002. Nominada al Drama Desk Award, al Outer Critics Circle Award y al Premio Oliver como mejor obra.
- Starry Messenger.

## Cine
Debutó como director con la aclamada You Can Count on Me (2000) y en 2005 empezó el rodaje de Margaret, que tras un complicado proceso de montaje se estrenó en 2011. Su tercer largometraje, estrenado en 2016, fue Manchester by the Sea, un drama protagonizado por Casey Affleck, quien ganó el Óscar al mejor actor en la edición de 2017 de los Premios de la Academia por su rol en esta película. Lonergan, a su vez, ganó el Óscar al mejor guion original.
Además, ha trabajado como escritor en el guion de Analize This (1999), Gangs of New York (2002) y Analize That (2002).

## Filmografía

### Cine y televisión
| Año  | Título                                 | Crédito  | Crédito  | Notas |
| Año  | Título                                 | Director | Escritor | Notas |
| ---- | -------------------------------------- | -------- | -------- | --- |
| 1994 | Doug                                   |          | Sí       | Episodio: "Doug Throws a Party" |
| 1999 | Analyze This                           |          | Sí       | Guion e historia |
| 2000 | Puedes contar conmigo                  | Sí       | Sí       | Papel estelar como Padre Ron AFI Award al Nuevo mejor escritor Boston Society of Film Critics Award al Mejor nuevo cineasta Dallas–Fort Worth Film Critics Association Russell Smith Award Independent Spirit Awards a la Mejor primera película Independent Spirit Award al Mejor guion Los Angeles Film Critics Association Award al Mejor guion Premio del National Board of Review al Logro especial National Society of Film Critics Award al Mejor guion New York Film Critics Circle Award al Mejor guion Premio Satellite al Mejor guion original Sundance Film Festival - Premio del jurado al mejor drama Sundance Film Festival - Premio Waldo Salt al mejor guion Toronto Film Critics Association Award al Mejor guion Premio del Writers Guild of America al Mejor guion original Nominado – Óscar al mejor guion original Nominado – Chicago Film Critics Association Award al Mejor guion Nominado – Globo de Oro al Mejor guion |
| 2000 | The Adventures of Rocky and Bullwinkle |          | Sí       | |
| 2002 | Analyze That                           |          | Sí       | Guion y personajes |
| 2002 | Gangs of New York                      |          | Sí       | Nominado – Óscar al mejor guion original Nominado – BAFTA al mejor guion original Nominado – Premio del Writers Guild of America al Mejor guion original |
| 2011 | Margaret                               | Sí       | Sí       | Nominado – Boston Society of Film Critics Award al Mejor guion Nominado – London Film Critics' Circle Award al Guionista del año |
| 2016 | Manchester by the Sea                  | Sí       | Sí       | Óscar al mejor guion original BAFTA al mejor guion original National Board of Review Award al Mejor guion original New York Film Critics Circle Award al Mejor guion Premio Satellite al Mejor director Nominado – Óscar al mejor director Nominado – Directors Guild of America Award por Dirección destacada en un largometraje Nominado – Globo de Oro al Mejor director Nominado – Globo de Oro al Mejor guion Nominado – Gotham Awards al Mejor guion Nominado – Premio Independent Spirit al Mejor guion Nominado – Los Angeles Film Critics Association Award al Mejor guion Nominado – Premio Satellite al Mejor guion original Nominado – Washington D.C. Area Film Critics Association Award al Mejor director Nominao – Washington D.C. Area Film Critics Association Award al Mejor guion original Nominado - Premio del Writers Guild of America al Mejor guion original                                                            |
| 2017 | Howards End                            |          | Sí       | Miniserie |

## Premios y nominaciones
Premios Óscar
| Año  | Categoría            | Película              | Resultado |
| ---- | -------------------- | --------------------- | --------- |
| 2001 | Mejor guion original | Puedes contar conmigo | Nominado  |
| 2003 | Mejor guion original | Gangs of New York     | Nominado  |
| 2017 | Mejor director       | Manchester by the Sea | Nominado  |
| 2017 | Mejor guion original | Manchester by the Sea | Ganador   |

- 2011 - London Critics' Circle Film Awards: Mejor guionista por Margaret.[7]